# 田中達也 (アニメーター)
田中達也（たなか たつや、1981年 - ）は、日本の男性アニメーター・イラストレーター。
宮崎県出身で、フリー動画マンでデビューして活躍し、現在はスタジオカラーに所属している。

## 経歴・人物
筑波大学芸術専門学群を中退して、アニメーション作品のイラストを描くことでアニメ業界に入った。大学では環境デザインを専攻していた。イラストレーターとなってからは、イラストを担当したアニメ作品に動画スタッフとして参加した。2006年、アニメーション監督庵野秀明が新たに興したスタジオカラーの第1作である『ヱヴァンゲリヲン新劇場版』第1部『ヱヴァンゲリヲン新劇場版:序』に最初で原画スタッフとして参加し、アニメーターとしてデビューした。精巧なディテールの背景原画を主とした人物原画にも一部参加している。特に背景では精密度の高い電柱の作画で業界とファンたちの注目を集めた。この精密な電柱の作画のせいで、スタッフたちは田中のことを「電柱作監」と呼んでいる。デビュー作で非常な注目を得ており、自社発刊の『最速ガイドブック ENTRY FILE1』や『ヱヴァンゲリヲン新劇場版：序 全記録全集』には彼のインタビューも収録されている。
『月刊ニュータイプ』の新劇場版特集コーナーである「ECOMMISSION」2008年5月号収録分に、彼のコメントとイラストが載っている。綾波レイが電柱と一緒に描かれているこのイラストは、田中が電柱作監と呼ばれていることについての軽いジョークである。

## 参加作品

### テレビアニメ
- しあわせソウのオコジョさん(2002) 動画チェック　33話 37話
- ヤッターマン（2008~2009）　原画　4話　59話
- D.C.II S.S. ～ダ・カーポII セカンドシーズン～（2008）　原画　7話
- しゅごキャラ!（2007-）　原画　46話
- 薬師寺涼子の怪奇事件簿（2008）　原画　3話　第二原画　11話
- ミチコとハッチン（2008）　原画　4話　第二原画　2話
- 真マジンガー 衝撃! Z編（2009）　第二原画　26話
- とある科学の超電磁砲（2009）　原画　OP
- まほろまてぃっく特別編ただいま◆おかえり（2009）　原画　前編
- しゅごキャラ!!!どっきどき（2009~2010）　原画　20話
- Panty & Stocking with Garterbelt（2010）　原画　9話A　11話A
- 夜桜四重奏 ～ホシノウミ～（2010）　原画　1話
- IS 〈インフィニット・ストラトス〉（2011）　原画　5話
- ダンタリアンの書架（2011）　原画　1話　7話
- セイクリッドセブン（2011）　原画　5話
- SSSS.GRIDMAN（2018） 電柱作画

### 映画
- ヱヴァンゲリヲン新劇場版:序(2007)　原画
- ヱヴァンゲリヲン新劇場版:破（2009）　原画
- ヱヴァンゲリヲン新劇場版:Q（2012）　ディテールヮークス（共同）
- サカサマのパテマ（2013）　デザインワーク（共同）